# Schlaf gut, kleiner Bär
Schlaf gut, kleiner Bär ist ein Bilderbuch des deutschen Autors und Illustrators Quint Buchholz, das im Jahr 1993 beim Verlag Sauerländer veröffentlicht wurde.

## Inhalt
Eigentlich sollte der kleine Bär schlafen, doch er ist noch nicht müde genug und steigt daher aus seinem Bett, klettert auf das Fensterbrett und betrachtet von dort den Mond und die Wiese. Er sieht den Fluss, wo er am Nachmittag ein Pirat gewesen ist, der einen Schatz gefunden hat. Und er sieht Frau Roses Haus, die er oft bei ihrer Gartenarbeit besucht. Auf der Wiese vor dem Haus erkennt er die Vogelscheuche, der er vor einiger Zeit sein Spielzeugauto geschenkt hat. In Gedanken sieht er nochmals das Zirkuszelt, das er beim Einkaufen im Nachbardorf beobachtet hat. Auf dem Fluss, in dem sich das Mondlicht spiegelt, fahren manchmal Lastkähne. Er sieht einen roten Ballon vorbeifliegen, an dem ein Briefumschlag hängt. Dann denkt der kleine Bär an den kommenden Tag und malt sich aus, was er – je nach Wetter – alles erleben wird. Dann hört er ganz leise Musik und er stellt sich vor, dass es die Mondscheinmusikanten sind, die ihre Lieder für den Mond, die Kinder und den kleinen Bären spielen. Zum Abschluss gibt der kleine Bär dem Mond noch einen Gutenachtkuss … und dann schläft er ein.

## Besonderheit
Der in der Geschichte vorkommende rote Ballon taucht ganz hinten im Buch nochmals auf. An ihm hängt ein echter Umschlag, in den man einen Brief mit Wünschen an sein Kind legen kann, den es lesen kann, wenn es älter und selbst dazu in der Lage ist.

## Rezeption
Romy Ash schreibt in ihrer Buchrezension: „Quint Buchholz gehört zu den bedeutendsten Buchillustratoren Deutschlands. Schlaf gut, kleiner Bär vereint wunderschön rhythmische Prosa und seine unvergleichlichen Bilder. Der Text fließt beruhigend dahin – die ideale Gutenachtgeschichte für ein müdes, aber überdrehtes Kind.“ Die Nürnberger Zeitung befindet: „Eine zauberhafte Bettlektüre“ und Büchertreff.de schreibt: „Dieses wunderbare, poetische und mit ansprechenden zarten Illustrationen versehene Bilderbuch kann als ein Bilderbuchklassiker seit nunmehr zwanzig Jahren bezeichnet werden. […] Ein wunderbares Bilderbuch zur Nacht, das durch seine Poesie und seine Bilder einen Zauber ausstrahlt, dem sich kein Kind und auch kein vorlesender Erwachsener entziehen kann.“ Das Tiroler Bildunsservice meint auf seiner Webseite: „Ein wunderschönes und überaus empfehlenswertes Buch zum Thema Schlafengehen in dem es für die jungen Leserinnen und Leser auf jeder Seite etwas Aufregendes zu entdecken gibt.“

## Auszeichnungen
Schlaf gut, kleiner Bär wurde von der New York Times als ‚Outstanding Book of the Year‘ ausgezeichnet.

## Referenzen
Schlaf gut, kleiner Bär ist in dem literarischen Nachschlagewerk 1001 Kinder- und Jugendbücher – Lies uns, bevor Du erwachsen bist! für die Altersstufe 3+ Jahre enthalten.

## Ausgaben
- Schlaf gut, kleiner Bär. Sauerländer, 1993.

## Adaptionen
Im Jahr 2005 erschien vom Zimmermann Verlag eine Hörkassette namens Schlaf gut, kleiner Bär, auf der Quint Buchholz neben der titelgebenden Geschichte auch diverse weitere Gute-Nacht-Geschichten (unter anderem von den Gebrüdern Grimm und Theodor Storm) vorliest, die mit Musik von Kim Märkl hinterlegt sind.